# Longatico
Longatico (in sloveno Logatec; nel XIX secolo in tedesco Loitsch) è un comune di 13.111 abitanti della Slovenia occidentale.

## Geografia fisica
I monti principali sono Srnjak, 919 m; Hrvatov grič, 906 m; Lavrovec, 890 m; Vrh svetih Treh Kraljev, 884 m; Orlov grič, 829 m; Tolsti vrh, 803 m; Smuk, 800 m.

## Storia
Un primo insediamento di tipo romano (Mansio Longatico) si sviluppò come stazione lungo l'importante strada romana Aquileia-Emona, che metteva in comunicazione l'Italia con le province nord-orientali dell'impero. La vicinanza fra le rotte commerciali dell'interno e della costa, ha sempre svolto un ruolo importante nella regione. A questa prima arteria seguì poi la strada che porta a Trieste e nel XIX secolo la Ferrovia meridionale. La cittadina odierna è stata effettivamente costituita dall'unione di vecchi villaggi: Dolenja vas, Mandrge, Čevica, Martinj hrib, Brod, Blekova vas, Cerkovska vas, Gorenja vas.
Tornata sotto il controllo militare asburgico nel 1813 (e definitivamente riannessa all'Impero austriaco col Congresso di Vienna del 1815), Longatico nel XIX secolo dal punto di vista amministrativo faceva parte del Ducato di Carniola, a sua volta inglobato sino al 1849 nel Regno d'Illiria. All'epoca Longatico, nota col toponimo tedesco di Loitsch e con quello sloveno di Logatec, era formata da due centri, Logatec Dolenji (ted. Unterloitsch, lett. "Longatico inferiore") e Logatec Gorenji (ted. Oberloitsch, lett. "Longatico superiore"), nota anche come Cerkovska Vas (ted. Kirchdorf). Ognuno dei due centri costituiva un comune autonomo. Logatec Dolenji includeva, oltre al capoluogo, i vicini villaggi di Brod, Čevica (ted. Tscheuze), Martinji Hrib (o Martinhrib) e Blekova Vas (ted. Fleckdorf), quest'ultimo ex comune catastale autonomo. Logatec Gorenji invece includeva i villaggi di Kalce e Gorenja Vas (ted. Oberdorf) e le aree montane di Hrušica (ted. Birnbaum) e Novi Svet (ted. Neuwelt).
La cittadina era capoluogo sia di un distretto giudiziario che di un distretto politico. Il distretto giudiziario era formato, oltre che dai due comuni, anche da Rovte (ted. Gereuth), Hotedršica (o Hotedražica, ted. Hotederschitz) e Planina. Il distretto politico era formato, oltre che dal distretto giudiziario di Longatico, anche da quelli di Idria (Idrija), Lož (ted. Laas) e Cerknica (ted. Zirknitz).
Nel 1918, a seguito della prima guerra mondiale, Longatico venne occupata dal Regio esercito italiano. Nel 1920 col Trattato di Rapallo venne tracciato il nuovo confine italo-jugoslavo. Nella conca di Longatico esso lasciava la cittadina alla Jugoslavia, ma, dopo essere passato lungo il passo Trata (Trate), a est dell'insediamento di Medvedje Brdo (italianizzata in Montorso), tagliava il vecchio comune asburgico di Logatec Dolenji: le aree di Novi Svet (italianizzata in Mondonuovo) e di Hrušica passarono dapprima a Montenero d'Idria (Črni Vrh) e poi rispettivamente ai comuni di Godovič (divenuta Godovici) e Kačavas (ora Caccia). Nel frattempo nel 1921 la cittadina di Logatec venne evacuata dalle truppe italiane, entrando a far parte a tutti gli effetti del neonato Regno dei Serbi, Croati e Sloveni. Nel 1929 venne inclusa nella Banovina della Drava.
Nel 1941 l'Italia, assieme alle altre Potenze dell'Asse, invase la Jugoslavia. Longatico entrò a far parte quindi della neonata provincia di Lubiana, mantenendo la suddivisione amministrativa precedente. Dopo l'8 settembre 1943 l'intera area venne occupata dalle truppe tedesche che la inquadrarono nella Zona di Operazioni del Litorale Adriatico (OZAK). Nel 1945 l'area venne liberata dai partigiani jugoslavi. Le zone che in precedenza erano italiane passarono dapprima nella zona B sotto controllo militare jugoslavo, per poi essere annesse formalmente alla Jugoslavia socialista a seguito del Trattato di Parigi del 1947.
Nel 1972 i due comuni di Dolnji Logatec e Gornji Logatec vennero riuniti in unico comune.

## Geografia antropica

### Località
Il comune di Longatico è diviso in 19 frazioni o insediamenti (naselja) di seguito elencati.
- Grčarevec
- Hleviše
- Hlevni Vrh
- Hotedršica
- Jakovica
- Kalce
- Lavrovec
- Laze
- Longatico (Logatec), capoluogo
- Novi Svet
- Medvedje Brdo
- Petkovec
- Prapotno Brdo
- Ravnik pri Hotedršici
- Rovtarske Žibrše
- Rovte
- Vrh Sv. Treh Kaljev
- Zaplana - del
- Žibrše

## Infrastrutture e trasporti

### Strade
La principale via d'accesso a Longatico è l'autostrada che collega Lubiana e Capodistria.

### Ferrovie
Longatico è servita da una propria stazione ferroviaria posta lungo la ferrovia Lubiana-Trieste.